# Jules Kaufmann
Pour les articles homonymes, voir Kaufmann.
Jules Kaufmann, né en 1895 à Altkirch (Haut-Rhin) et mort en 1968, est un peintre paysagiste et illustrateur alsacien qui s'établit en 1920 à Darmstadt (Allemagne).
Son épouse Elsa Pfister était portraitiste.
Jules Kaufmann écrivit ses mémoires, Lebenserinnerungen, un manuscrit de 200 pages conservé par les Archives de la ville de Darmstadt.
En France le Musée d'art moderne et contemporain de Strasbourg (MAMCS) détient un ensemble d'œuvres.